# ショーン・エヴァンス
ショーン・エヴァンス（Shaun Francis Evans、1980年3月6日 - ）は、イギリスの俳優。代表作は『刑事モース〜オックスフォード事件簿〜』の主演エンデバー・モース役。

## 経歴
北アイルランド出身の家系だが、エヴァンス自身はリヴァプールで生まれ育った。父はタクシー運転手、母は病院でケアワーカーをしていた。11か月年上の兄がいる。奨学金を得てセント・エドワード・カレッジへ進み、1991年から1998年まで在籍、演劇を始めたのは学内のプロダクションでだった。
ナショナル・ユース・シアターのコースを修了した後、17歳から18歳の頃にギルドホール音楽演劇学校で学ぶためにロンドンへ拠点を移す。

## 俳優としてのキャリア
初めて与えられた大きな役は、2002年にチャンネル4で放送されたコメディドラマ"Teachers" の第2シリーズで演じたゲイのフランス語教師ジョン・ポール・キーティング役であった。翌年、"The Boys from County Clare" で映画初出演、バーナード・ヒル、コルム・ミーニイ、アンドレア・コアーらと共演した。その後、『華麗なる恋の舞台で』（2004年）、"The Situation" （2006年）、『フローズン・タイム』（2006年）、"Gone" （2007年）、『BOY A』（2007年）、"Telstar: The Joe Meek Story" （2008年）、『プリンセス・カイウラニ』（2008年）、『クライヴ・バーカー ドレッド［恐怖］』（2009年）などに出演。
テレビでは、2002年にドキュメンタリードラマ"The Project" 内でエリザベス1世を題材にしたミニシリーズでサウサンプトン伯爵を演じた。同作は後にアメリカ・PBSで2006年に、イギリス国内でも2006年1月に1つの作品として放送された。ジョー・ペンホールの舞台"Blue/Orange" にも出演した。他のテレビドラマ出演に"Murder City" 、"Ashes to Ashes" "The Take" など。ロイ・スマイルズ演出の舞台"Kurt and Sid" でロックバンド・ニルヴァーナのボーカリスト兼ギタリスト、カート・コバーン役を演じた。
2012年、BBCの歴史ドラマ"Silk" でダニエル役を演じたほか、"The Last Weekend" に出演した。同年、『刑事モース〜オックスフォード事件簿〜』で主役のエンデバー・モース役に抜擢された。同作は、イギリスで20年以上放送された刑事ドラマ『主任警部モース』の若かりし頃を描いた作品である。主演の一方で全36話のうち、Case 25･28･31･34の4本の監督を務めた。
2015年1月から2月にかけてピーター・ソウターの舞台"Hello / Goodbye" に出演した。

## 監督・プロデューサーとしてのキャリア
2012年から主演している刑事モース〜オックスフォード事件簿〜シリーズではアソシエイトプロデューサーも担当。
BBCの長寿医療ドラマ"Casuality"の数話で監督を担当した後、刑事モース〜オックスフォード事件簿〜でS6E2"Apollo"(2019)とS7E1"Oracle"でも監督を担当している。

## 出演作品
| 年     | タイトル                                          | 役名                           | 備考                         |
| ------ | ------------------------------------------------- | ------------------------------ | ---------------------------- |
| 2002   | Teachers                                          | ジョン・ポール・キーティング   |                              |
| 2003   | The Boys from County Clare                        | テディ                         |                              |
| 2004   | 華麗なる恋の舞台で Being Julia                    | トム・フェネル                 |                              |
| 2006   | フローズン・タイム Cashback                       | ショーン・ヒギン               |                              |
| 2006   | Gone                                              | アレックス                     |                              |
| 2007   | BOY A Boy A                                       | クリス                         |                              |
| 2007   | Inspector George Gently                           | ローリー・エルトン             | パイロット版 "George Gently" |
| 2009   | プリンセス・カイウラニ Princess Kaiulani          | クライヴ・デイヴィーズ         |                              |
| 2009   | The Take                                          | ジミー・ジャクソン             |                              |
| 2009   | Ashes to Ashes                                    | ケヴィン・ヘイルズ             |                              |
| 2009   | クライヴ・バーカー ドレッド［恐怖］ Dread         | クエイド                       |                              |
| 2011   | ミスティック・アイズ Wreckers                     | ニック                         |                              |
| 2012   | Whitechapel                                       | スライ・ドリスコル             |                              |
| 2012   | Silk                                              | ダニエル・ロマス               |                              |
| 2012   | 狂愛～ザ・ラストウィークエンド～ The Last Weekend | イアン                         |                              |
| 2012 - | 刑事モース〜オックスフォード事件簿〜 Endeavour    | エンデバー・モース             |                              |
| 2014   | War Book                                          | トム                           |                              |
| 2015   | The Scandalous Lady W                             | リチャード・ウォーズリー准男爵 |                              |
| 2021   | 原潜ヴィジル 水面下の陰謀 Vigil                   | エリオット・グロウヴァー准尉   |                              |